# Grzymałów (Ukraina)

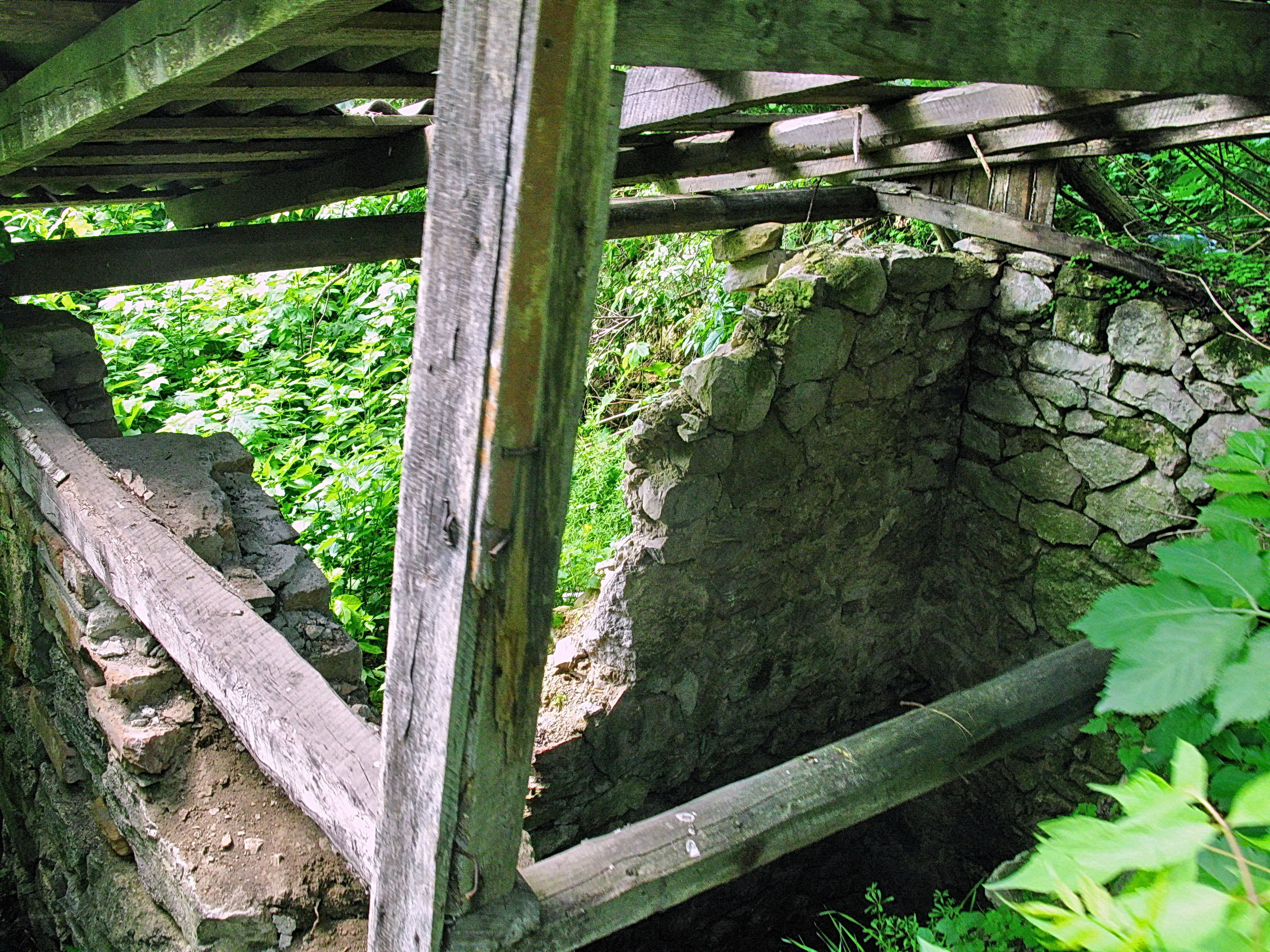
Ruiny zamku

Grzymałów (ukr. Гримайлiв, Hrymajliw) – osiedle typu miejskiego na Ukrainie, w obwodzie tarnopolskim, w rejonie czortkowskim, nad rzeką Gniłą, przy drodze P118.

## Historia
Po raz pierwszy wymieniany jako miasteczko w 1617 roku. W 1720 roku Grzymałów otrzymał pełne prawa magdeburskie.
W XVII w. do Grzymałowa  przeniesiona została parafia rzymskokatolicka z pobliskiego Hlibowa, zniszczonego w czasie walk z Tatarami. W 1716 r. kościół został odnowiony przez Adama Mikołaja Sieniawskiego. W 1752 r. Elżbieta Lubomirska ufundowała nowy, murowany kościół. Do parafii należało 15 miejscowości.
Do 1772 roku miasto w powiecie trembowelskim ziemi halickiej województwa ruskiego w I Rzeczypospolitej, do 1914 powiat skałacki. W II Rzeczypospolitej miasto w powiecie skałackim, w województwie tarnopolskim; od 1934 roku siedziba administracyjna gminy wiejskiej Grzymałów.
W 1921 roku w Grzymałowie mieszkało 1494 Żydów, 639 Polaków i 613 Ukraińców. 20 października 1933  do Grzymałowa włączono gminę Podlesie.
We wrześniu 1939 zajęty przez Armię Czerwoną. Po ataku Niemiec na ZSRR w dniach 5-7 lipca 1941 doszło w Grzymałowie do pogromu, podczas którego Ukraińcy zabili 450 Żydów. W 1942 roku Niemcy przesiedlili pozostałych Żydów do gett w sąsiednich miejscowościach.
W czasie okupacji niemieckiej mieszkające tutaj polskie rodziny Cieślów i Gorczyców udzielały pomocy Żydom, za co po wojnie Instytut Jad Waszem uhonorował Stanisława i Annę Cieślów oraz Michała i Zofię Gorczyców tytułami Sprawiedliwych wśród Narodów Świata.
Podczas II wojny światowej Grzymałów został pozbawiony praw miejskich i włączony do gminy wiejskiej Grzymałów.
Podczas ataków banderowskich na Polaków w latach 1944-45 Grzymałów był miejscem, do którego ściągali uchodźcy z pobliskich wsi.
Od 1956 roku miejscowość posiada status osiedla typu miejskiego.
W 1989 liczyło 2540 mieszkańców.
W 2013 liczyło 1947 mieszkańców.
Do 2020 w rejonie husiatyńskim.

## Zabytki
- Zamek w Grzymałowie – pod koniec XVI wieku Grzymałów był własnością Łudzickich herbu Grzymała, którzy wybudowali tu zamek obronny na rzucie prostokąta z basztami w narożach, otoczony fosą i wałami ziemnymi. Po szkodach wojennych odrestaurował zamek w pierwszej połowie XVIII w. Adam Mikołaj Sieniawski, do którego Grzymałów należał co najmniej od 1715 roku Później należał do Czartoryskich i Lubomirskich. Po śmierci Izabeli Lubomirskiej (Elżbiety Czartoryskiej) w 1816 roku dobra dostały się Konstancji z Lubomirskich Rzewuskiej. Ze względu na długi został zlicytowany. Miasteczko kupił bankier Leopold Elkan de Elkansberg. W 1831 roku odkupił od niego majątek Antym Nikorowicz, z pochodzenia Ormianin[17], po którym odziedziczyła go jego córka Julia, późniejsza żona Leonarda Pinińskiego. Po śmierci Julii i Leonarda Grzymałów i sąsiednią, obszarowo większą, Iwanówkę przejęli na zasadzie współwłasności ich najstarsi synowie, Stanisław Antym i Leon Jan. Podział majątku między Leonem Janem i jedyną córką Stanisława Antyma (zmarłego w 1911), Julią z Pinińskich Władysławową hr. Wolańską, w drodze losowania, nastąpił w 1920 r. Grzymałów z zamkiem przypadł Julii, Iwanówka z przyległościami jej stryjowi Leonowi Janowi. Jej mąż Władysław, aresztowany przez okupantów sowieckich w 1939 roku, zginął z rąk NKWD w 1940, prawdopodobnie w Kijowie. W czasie okupacji zamek został przez nacjonalistów i miejscową ludność ukraińską doszczętnie zdewastowany i rozgrabiony, rozkradziono wszelkie dobra: zabytkowe meble, cenne obrazy, porcelanę i inne rzeczy przedstawiające jakąkolwiek wartość. W 1952 r. zamek rozebrano do fundamentów[18]. Z uzyskanego materiału wyremontowano drogę do Trembowli.

- dawny park zamkowy, obecnie park publiczny objęty ochroną (13 ha)[3]
- kościół rzymskokatolicki Św. Trójcy[19] z 1752 roku, zburzony za czasów sowieckich[3]
- cerkiew Przemienienia Pańskiego (1806 r.)[3]
- ruiny synagogi z XVIII w.[3]
- dwór hr. Koziebrodzkiego znajdował się kiedyś 4 km od Grzymałowa.

## Pomniki
- Adama Mickiewicza z 1898 r. w formie kamiennej ściany z tablicą pamiątkową. Obok zasadzone w tym czasie drzewo zwane Jesionem Mickiewicza[3]
- Tarasa Szewczenki (1956)[20]
- Iwana Puluja (1996)[20]
- Pomnik i zbiorowa mogiła 82 poległych żołnierzy Armii Czerwonej[20]
- symboliczna mogiła Strzelców Siczowych (1990)[20]

## Ludzie związani z Grzymałowem
- Leonard Piniński (1824-1886) ziemianin, działacz gospodarczy
- Leon Jan Piniński – namiestnik Galicji, obywatel honorowy (1898)[21]

Urodzeni w miejscowości
- Bronisław Bauer – polski architekt
- Maciej Józef Brodowicz – polski lekarz, profesor
- Juliusz Hibner (Juliusz Hübner), właśc. Dawid Szwarc – międzynarodowy komunista pochodzenia żydowskiego
- Dawid Kahane – polski rabin WP
- Iwan Puluj – austro-węgierski fizyk ukraińskiego pochodzenia[22]
- Bolesław Stachow – polski artysta fotograf
- Roman Szporluk – amerykański historyk i politolog pochodzenia ukraińskiego
- Feliks Woytkowski – polski podróżnik i zoolog